# تومي وايت (لاعب كرة قدم)
تومي وايت (بالإنجليزية: Tommy White)‏ (29 يوليو 1908 في المملكة المتحدة - 13 أغسطس 1967 بليفربول في المملكة المتحدة) هو لاعب كرة قدم بريطاني (وحمل سابقاً جنسية المملكة المتحدة لبريطانيا العظمى وأيرلندا) في مركز الدفاع. شارك مع منتخب إنجلترا لكرة القدم. أما مع النوادي، فقد لعب مع نادي إيفرتون ونادي ساوثبورت ونادي نورثامبتون تاون وNew Brighton A.F.C. ‏.

## وصلات خارجية
- تومي وايت على موقع قاعدة بيانات كرة القدم.إي يو (الإنجليزية)
- تومي وايت على موقع ناشيونال فوتبول تيمز (الإنجليزية)